# 車両

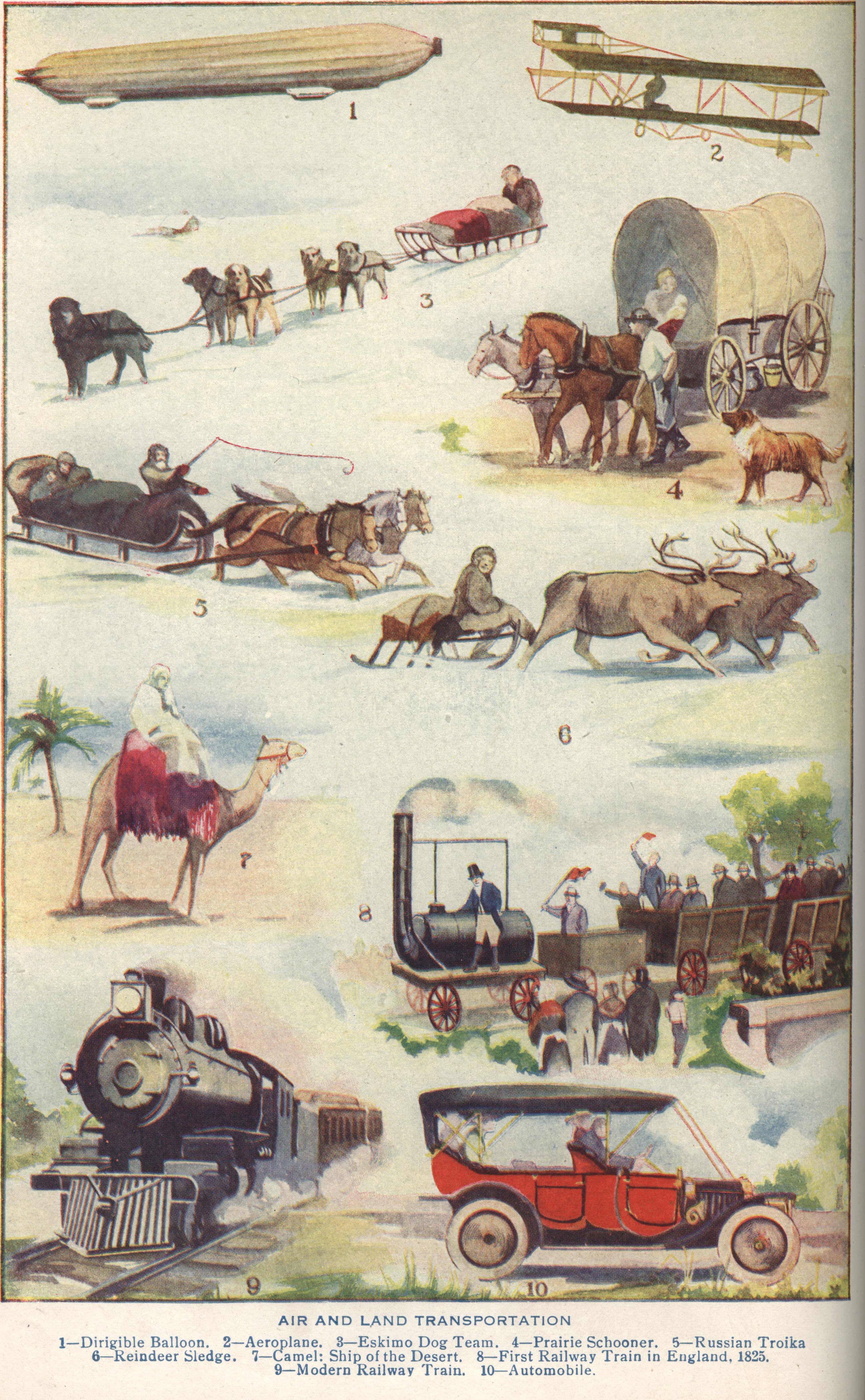

車両（しゃりょう、車輛、英: wheeled vehicle）は、車輪のついた乗り物。乗り物のうち、車輪がついていて陸上を走るもの、陸上を走るためのもの。

## 分類・種類
目的や車輪の数などによって分類されている。
目的による分類から説明すると、線路を走行するための車両は鉄道車両と分類される。鉄道車両には機関車や客車や貨車などがある。そのうち機関車は動力の種類によって蒸気機関車、気動車、電車などに分類されている。

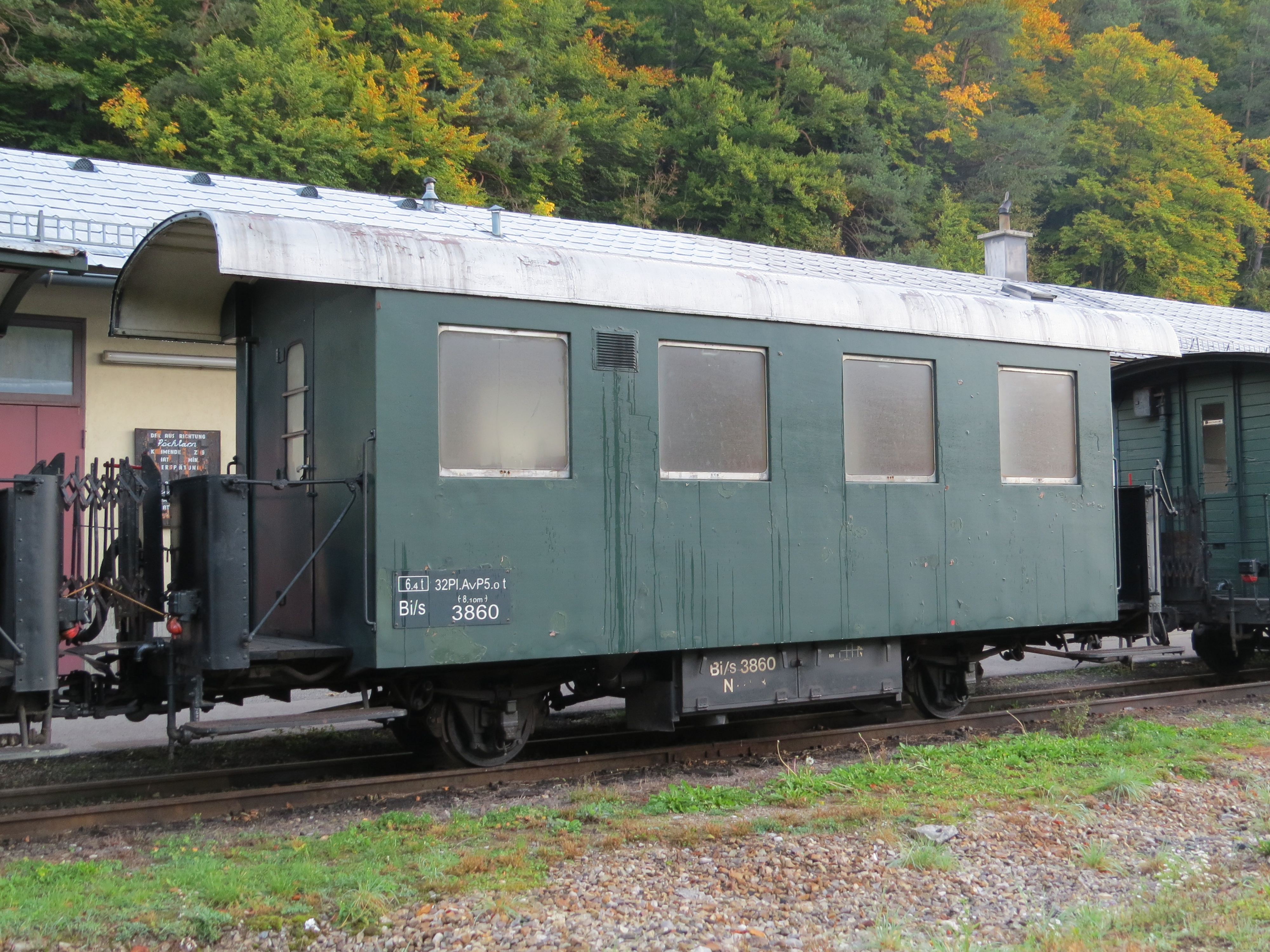
鉄道車両の一例
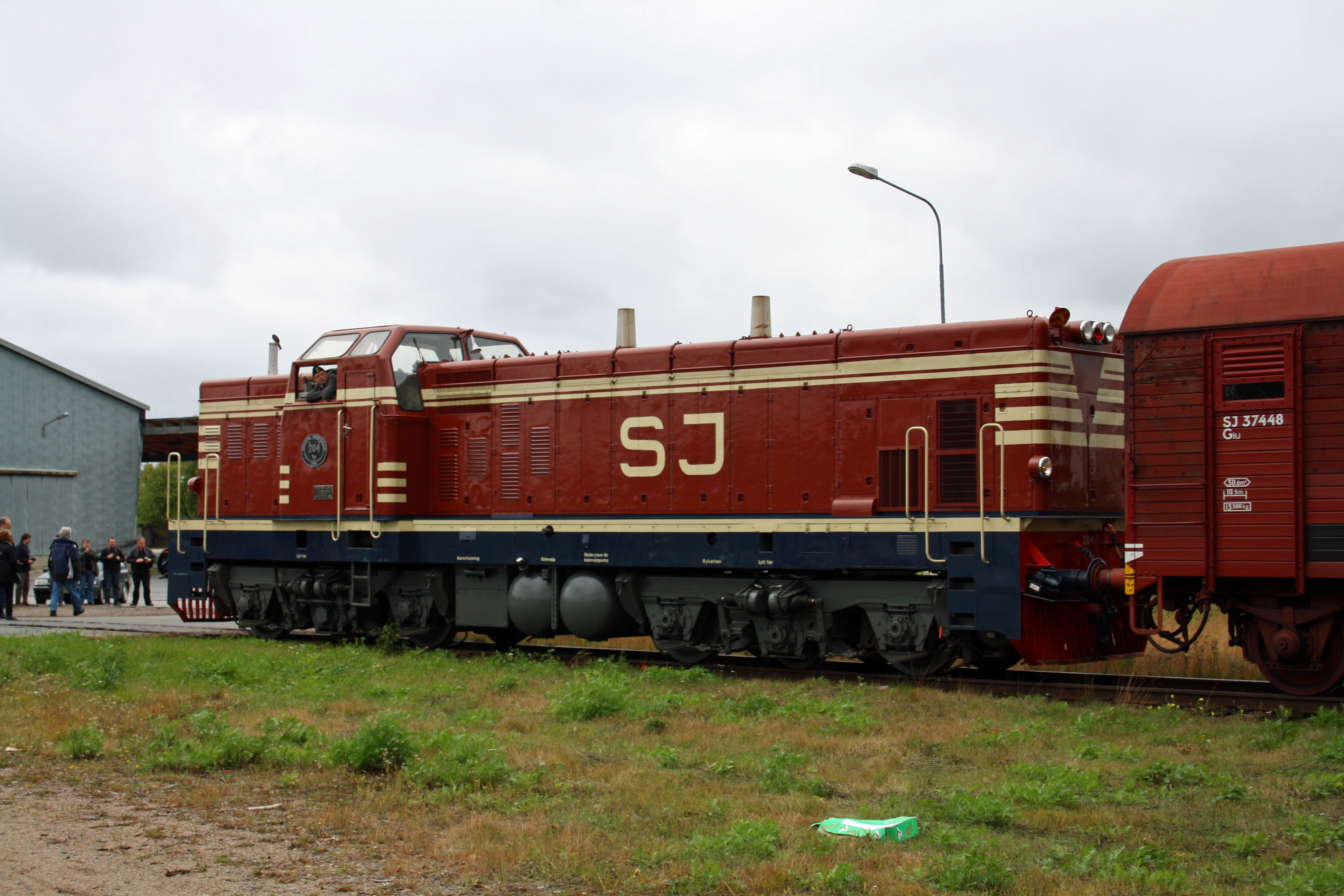
鉄道車両の一例、ディーゼル機関車

道路を走るための車両（単に「車両」などと呼ぶことが一般的）には、自転車（じてんしゃ）、原動機付自転車、自動二輪車（オートバイ）、三輪以上の自動車などがある（日本の道路交通法では「自動車、原動機付自転車、軽車両及びトロリーバスをいう。」<第2条第1項第3号> とされている。なお、同法における「車両等」とは、上記の車両の他に、路面電車を含む。自転車は「軽車両」に分類されている）。

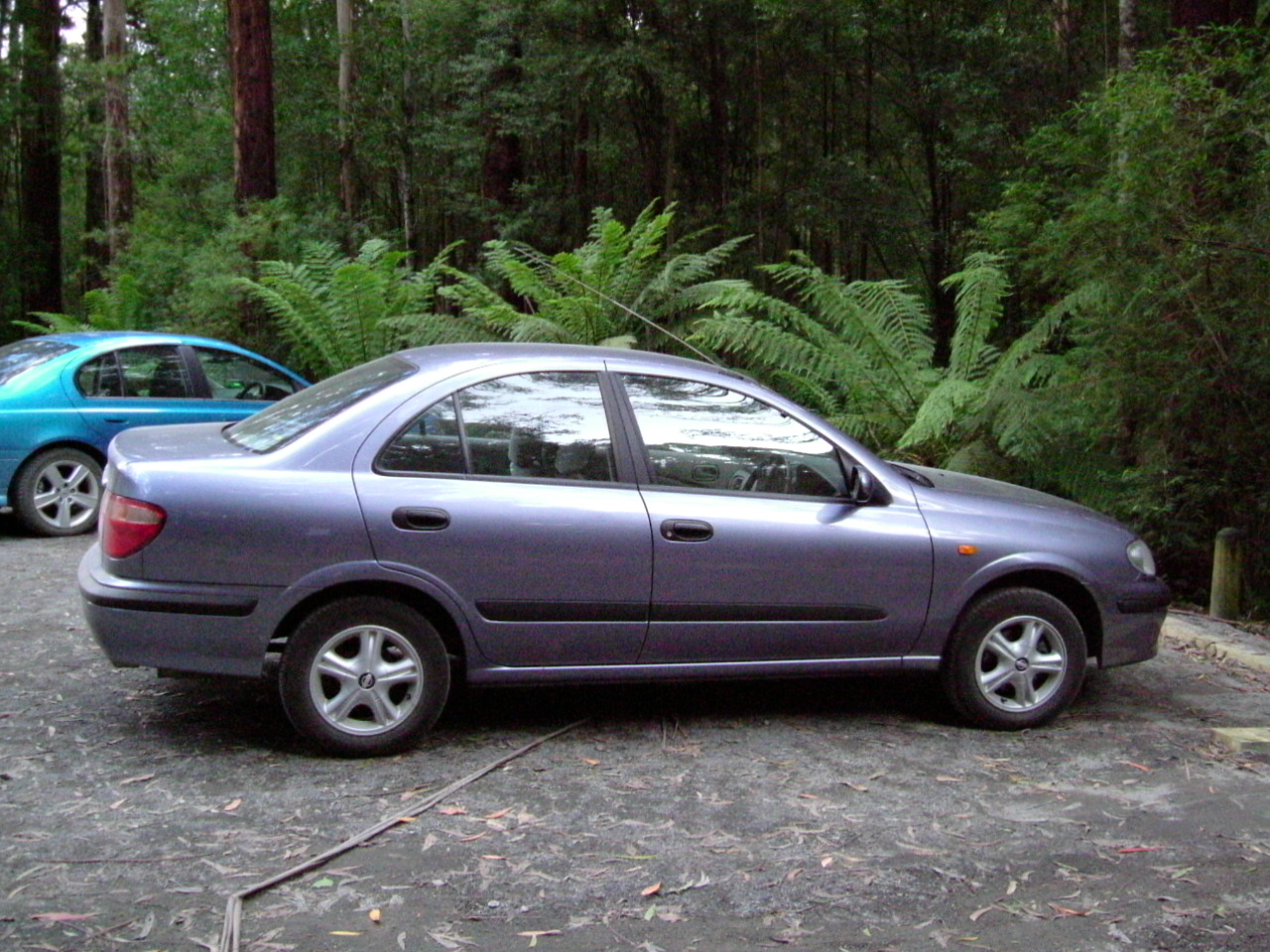
道路を走る車両の一例。乗用車。
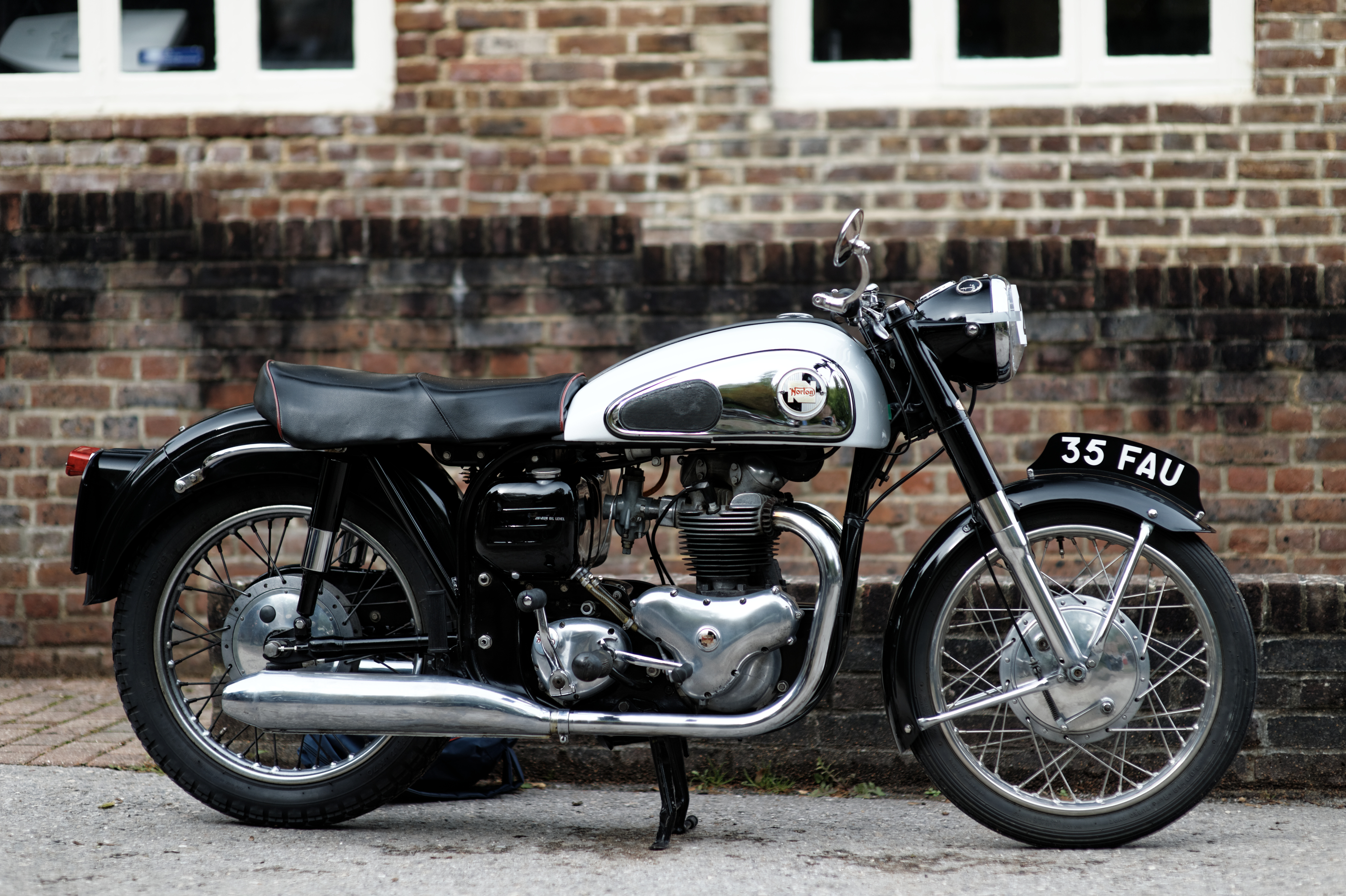
道路を走るための車両の一例、オートバイ
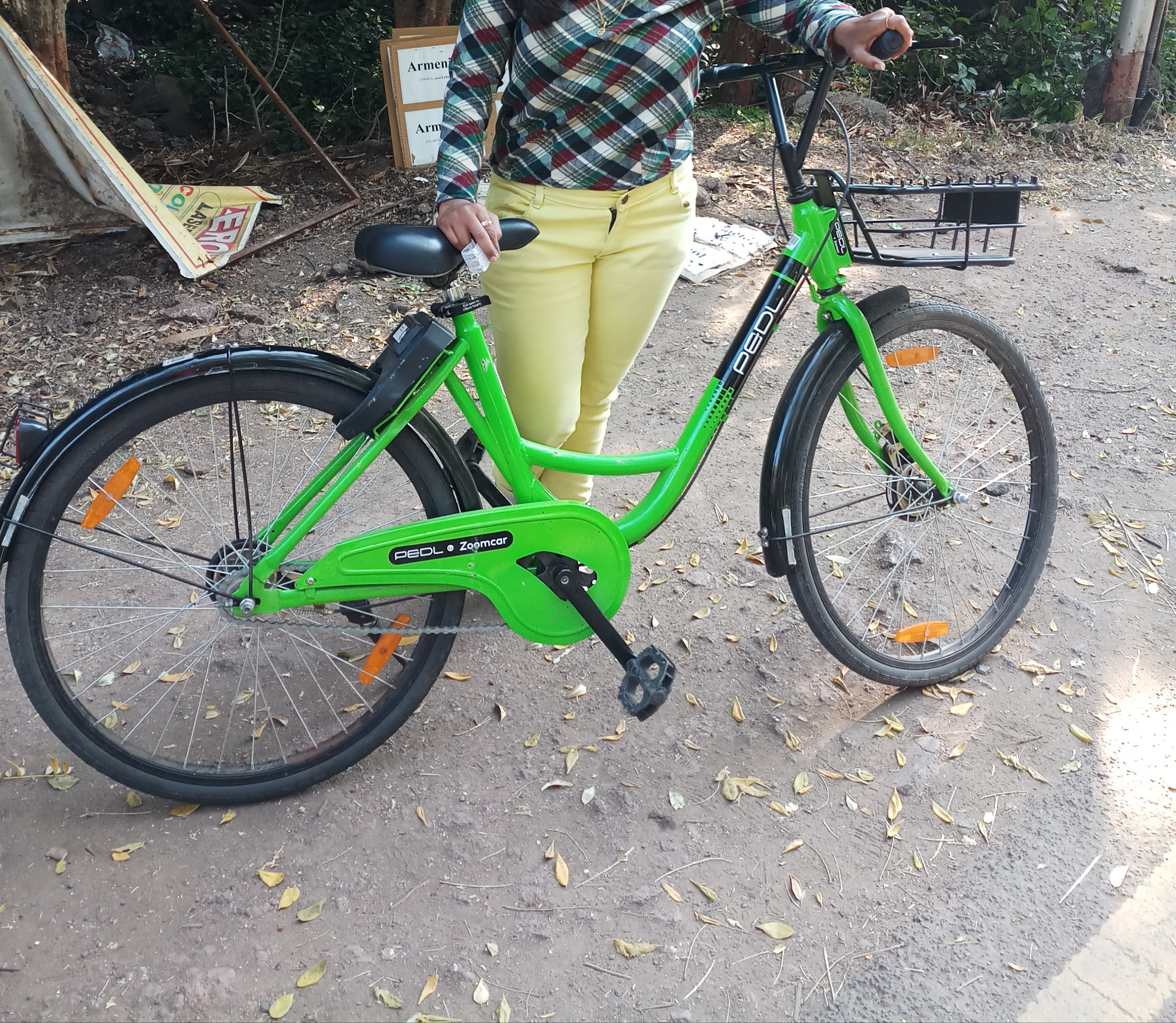
同じく道路を走る車両の一例、軽車両に分類される自転車

もっぱら建設の用途に用いる車両や、建設機械のうち車輪を備えたもの（原動機も備え自走するもの）を建設車両と言う。ダンプカー、ロードローラー、ブルドーザー、ショベルカー、ホイールローダーなど非常に多岐に及ぶ。

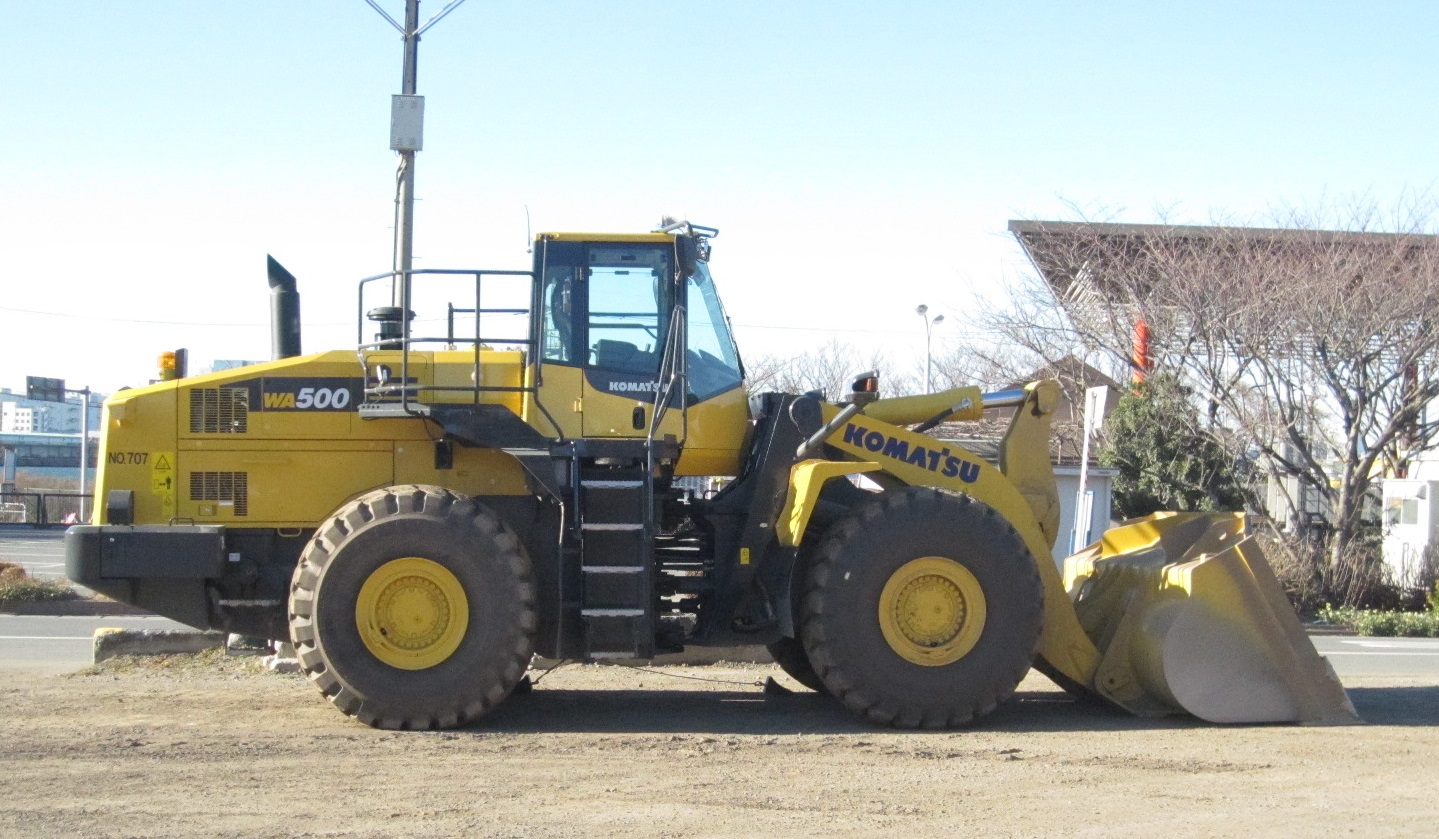
建設車両の一例、ホイールローダー
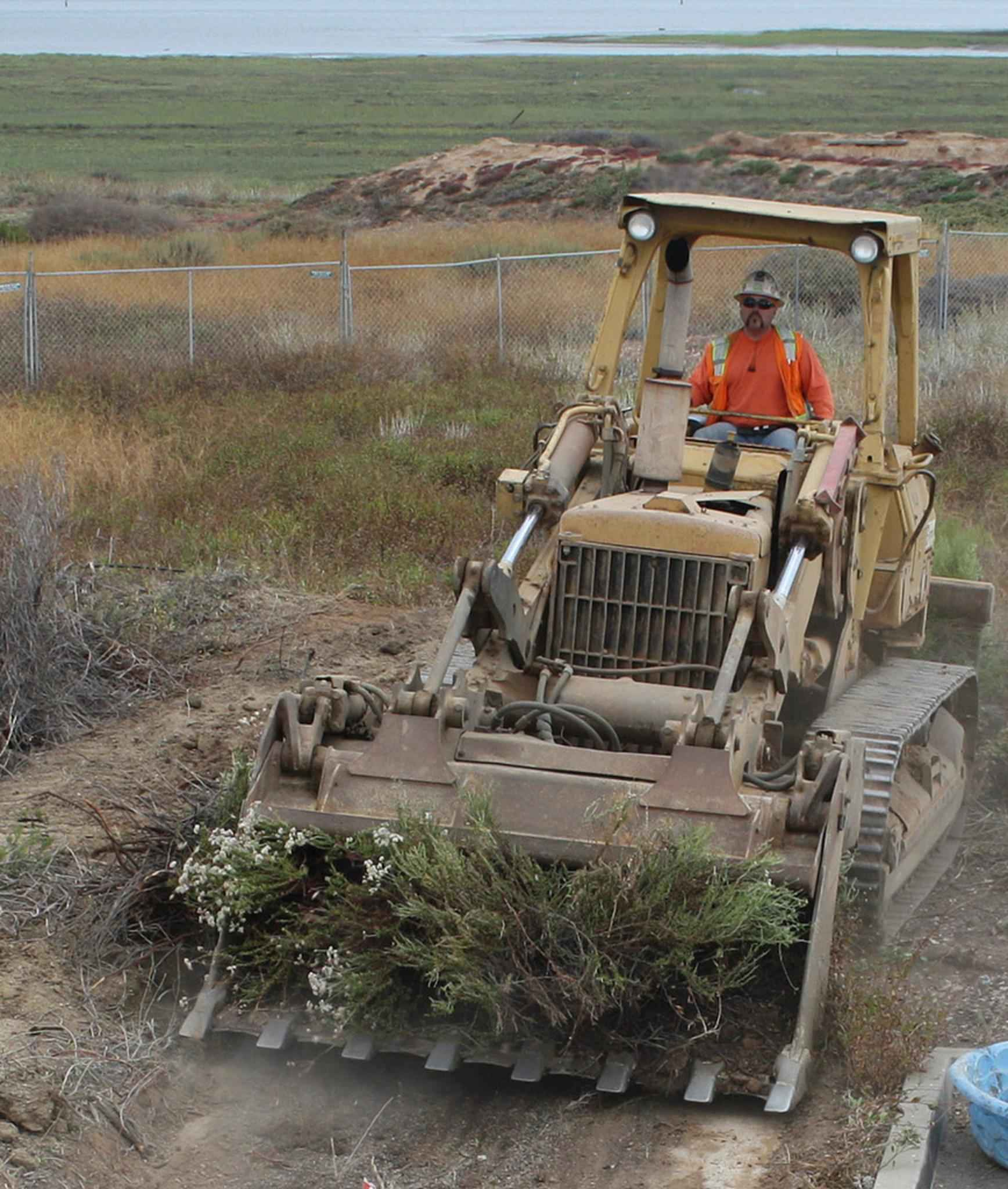
ブルドーザー
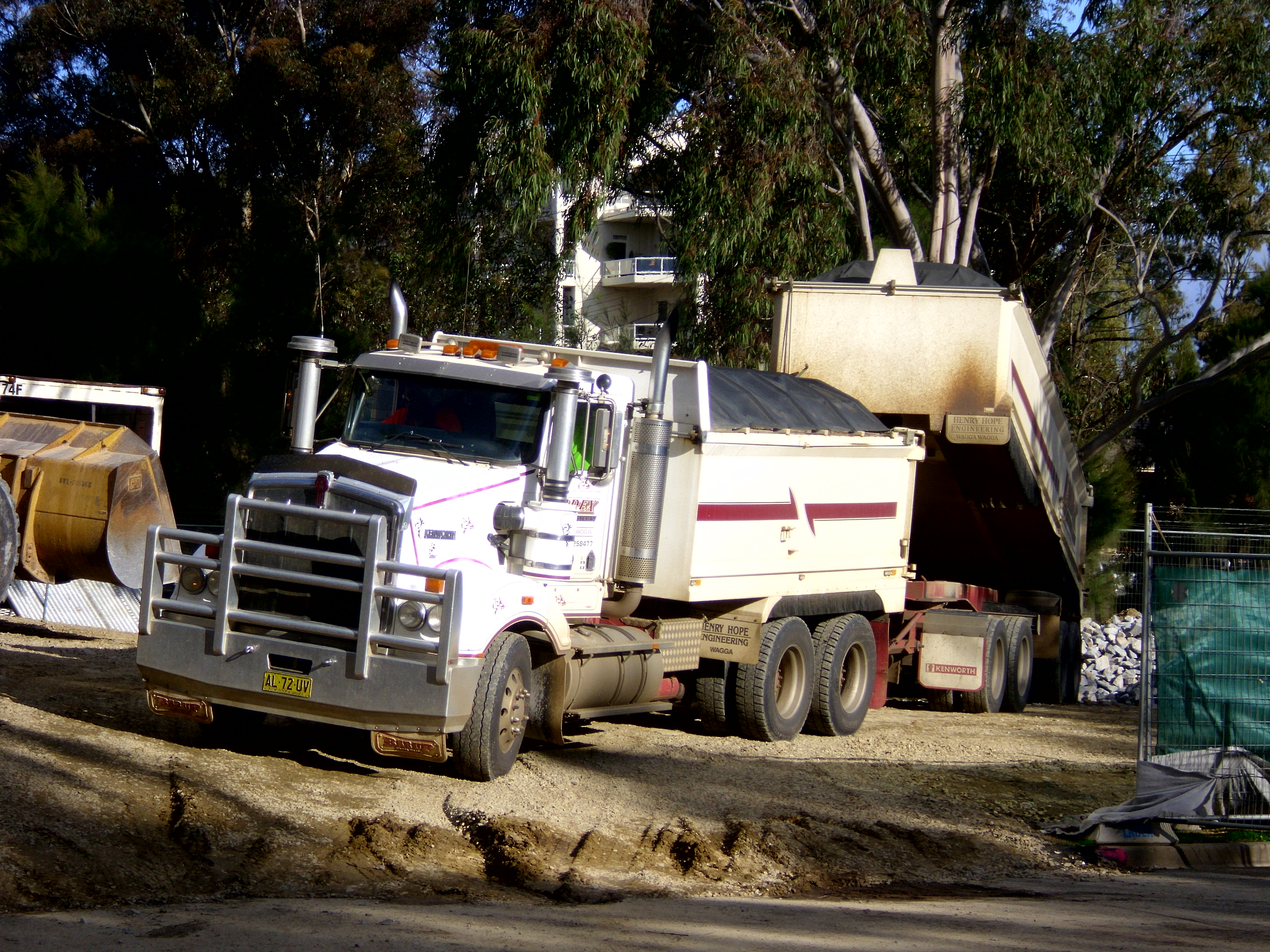
建設車両の一例、ダンプトラック

軍事用の車両は軍用車両と分類されている。戦車や装甲車、自走砲などをはじめとして多岐に及ぶ。
工場構内、倉庫、配送センター、駅、港湾埠頭、空港等などで使用される荷役運搬用の車両は「産業車両」と分類されている。たとえばフォークリフト、構内運搬車、構内牽引車、ストラドルキャリアなどがあり、近年では無人搬送車システムもある。空港のものとしては、旅客機を所定位置まで牽引するトーイングトラクター（トウトラクター）や、旅客機の（高い位置にある）貨物室の荷物の積み下ろしを行う目的のX字構造リフトを備えたハイリフトローダー、ベルトコンベア式に荷物の積み下ろしを行うベルトローダー、（またハイリフトローダーやベルトローダーと空港ターミナルビルの間で）荷物を運ぶタグ車などが産業車両である。また、築地市場（豊洲市場）で走り回っているターレットトラックも産業車両に当たる。

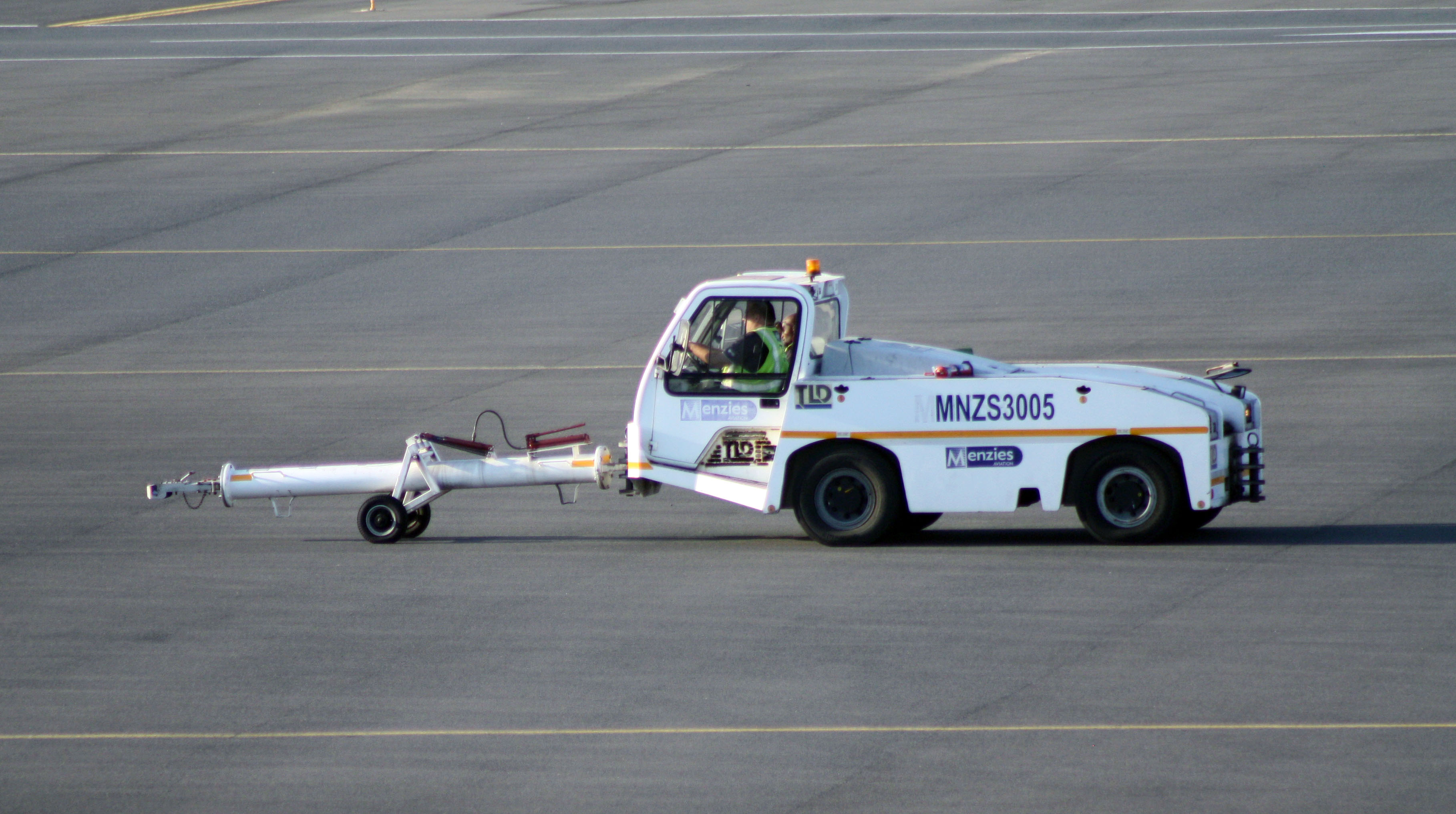
旅客機を牽引するトウイングトラクター
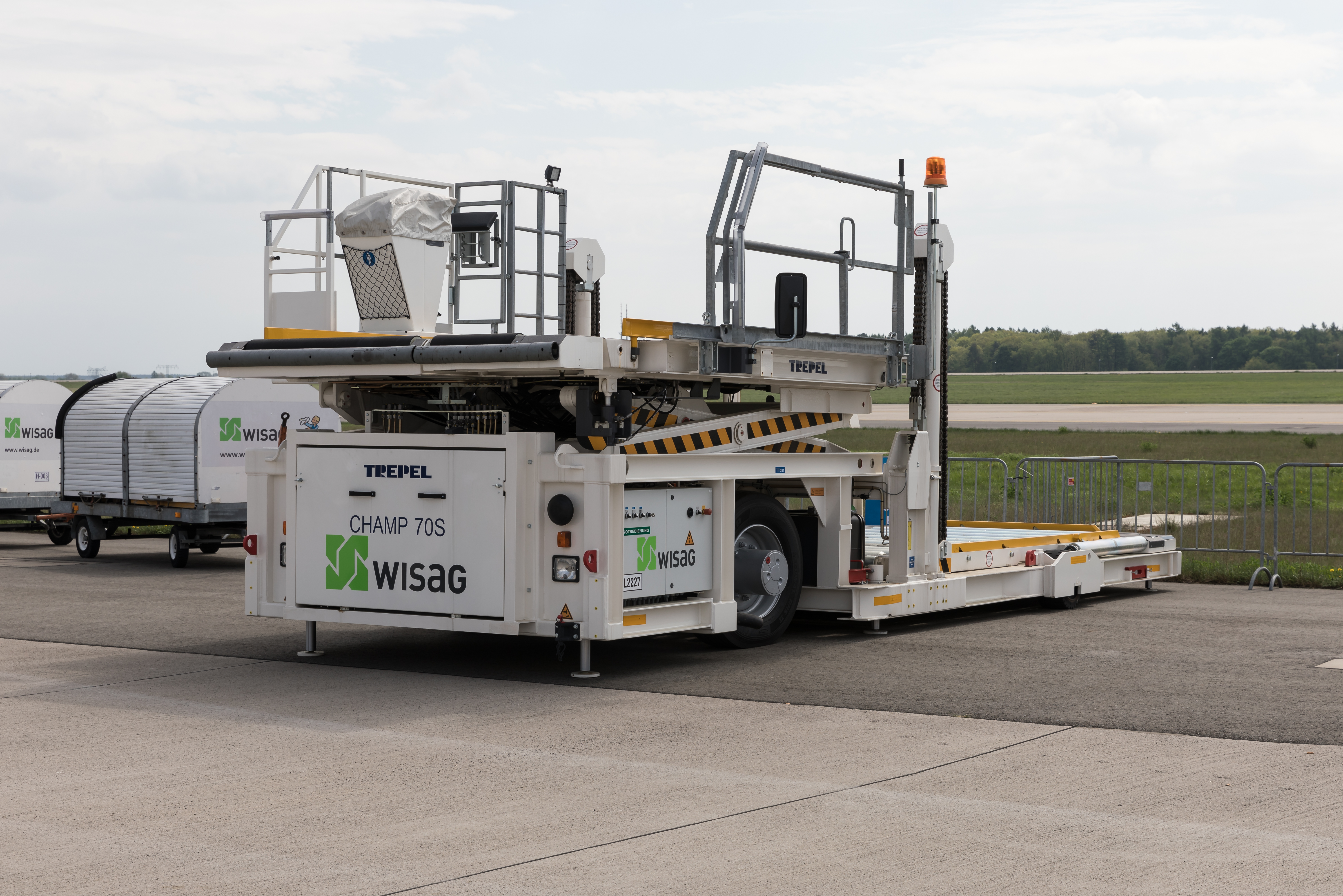
産業車両の一例、空港で旅客機への荷物の積み下ろしに使われるハイリフトローダー
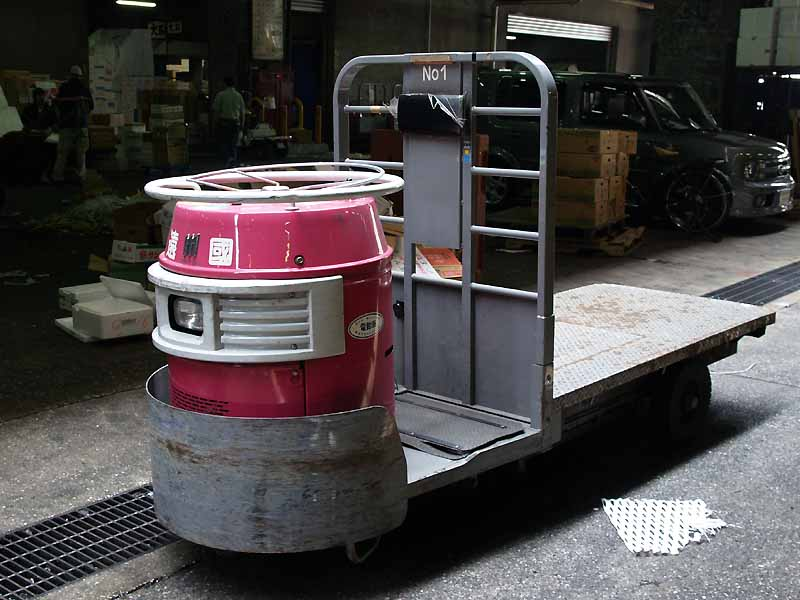
市場などで商品の運搬に使われるターレットトラック

農業用の車輪付の乗り物については、「農業用車両」と言うことも稀にあるものの、大抵は作物を収穫するための機械装置や土壌を耕すための機械装置など、大型の機械装置が物理的に車両の大部分を占めている。それこそが肝心な部分で、（たとえ車輪を備えた物や車両であっても、車両には分類しづらく感じられるものも多いので）むしろ「農業機械」と分類し、そのカテゴリや概念枠で一本化して扱うことが、学問的にも農業の現場でも一般的である。ただし「農業機械」には車輪を備えないもの、つまり全く車両でないものも多々含まれているので、一応ここで 農業用の車両を挙げておくと、トラクター、耕運機、（自走式）バインダー、（自走式）とうもろこし収穫機、（自走式）ばれいしょ収穫機、（自走式）ビーンカッターなど、非常に多岐に及ぶ。

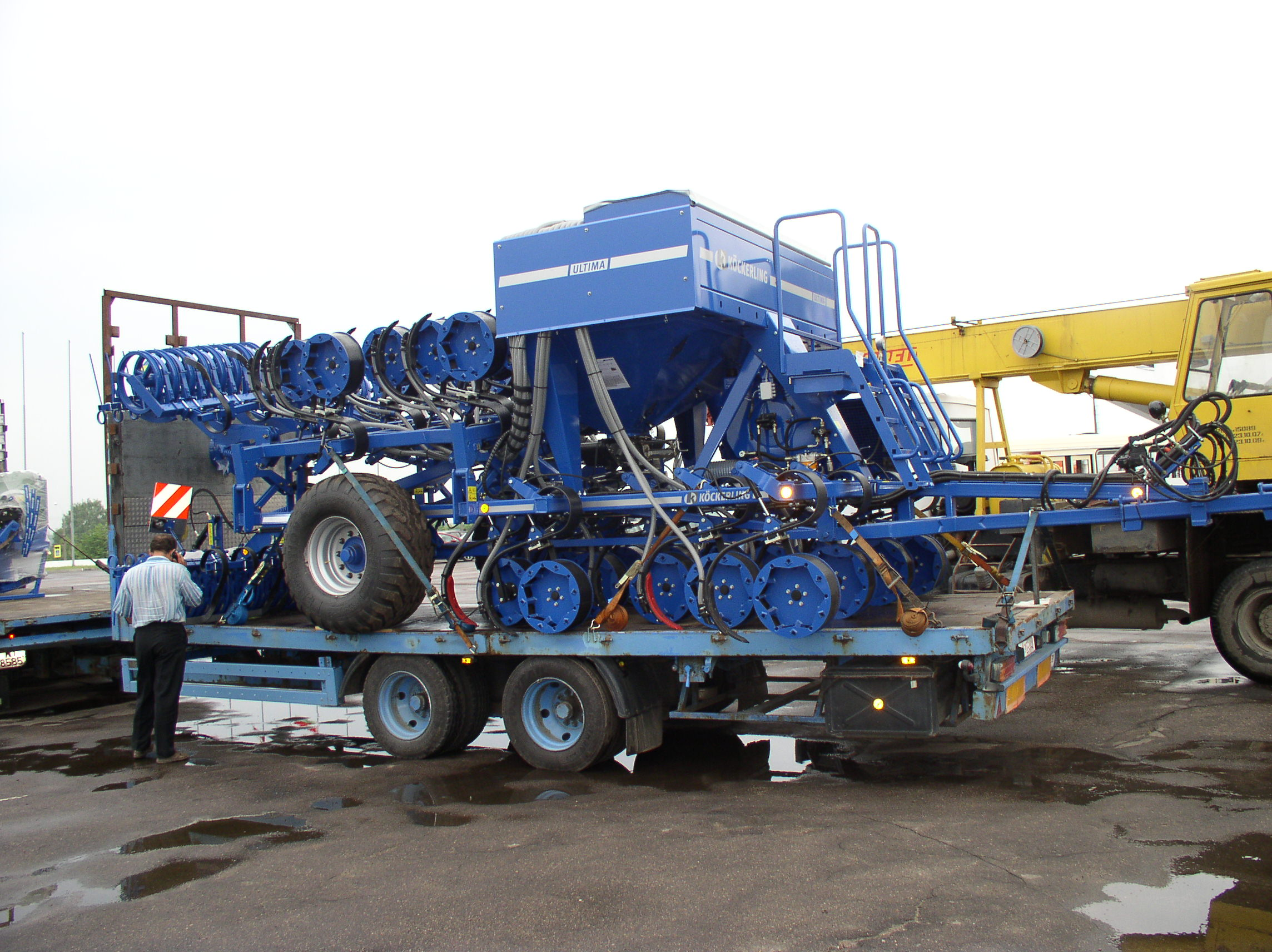
農業分野では、こういう状態、こういう性質のものが多々あり、車輪がついているからといって「車両」に入れ始めると、車両かそうでないか判断に困るものも多くなるので、むしろ全て「農業機械」に分類して扱われることが一般的。
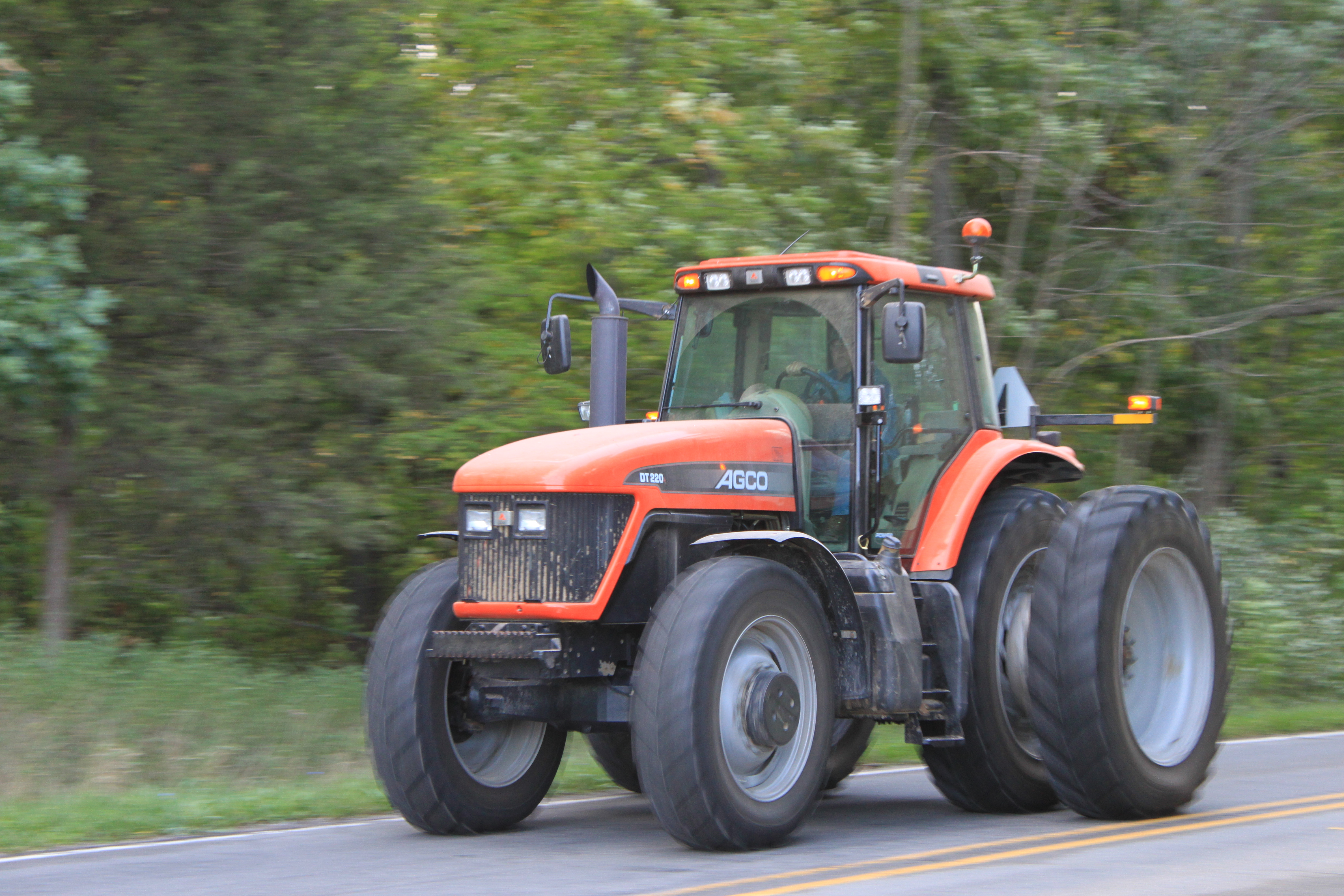
農業で用いられる車両の一例、トラクター
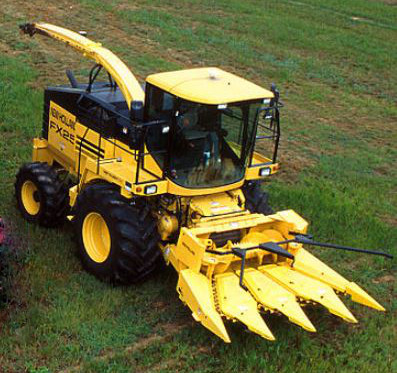
自走式の収穫機
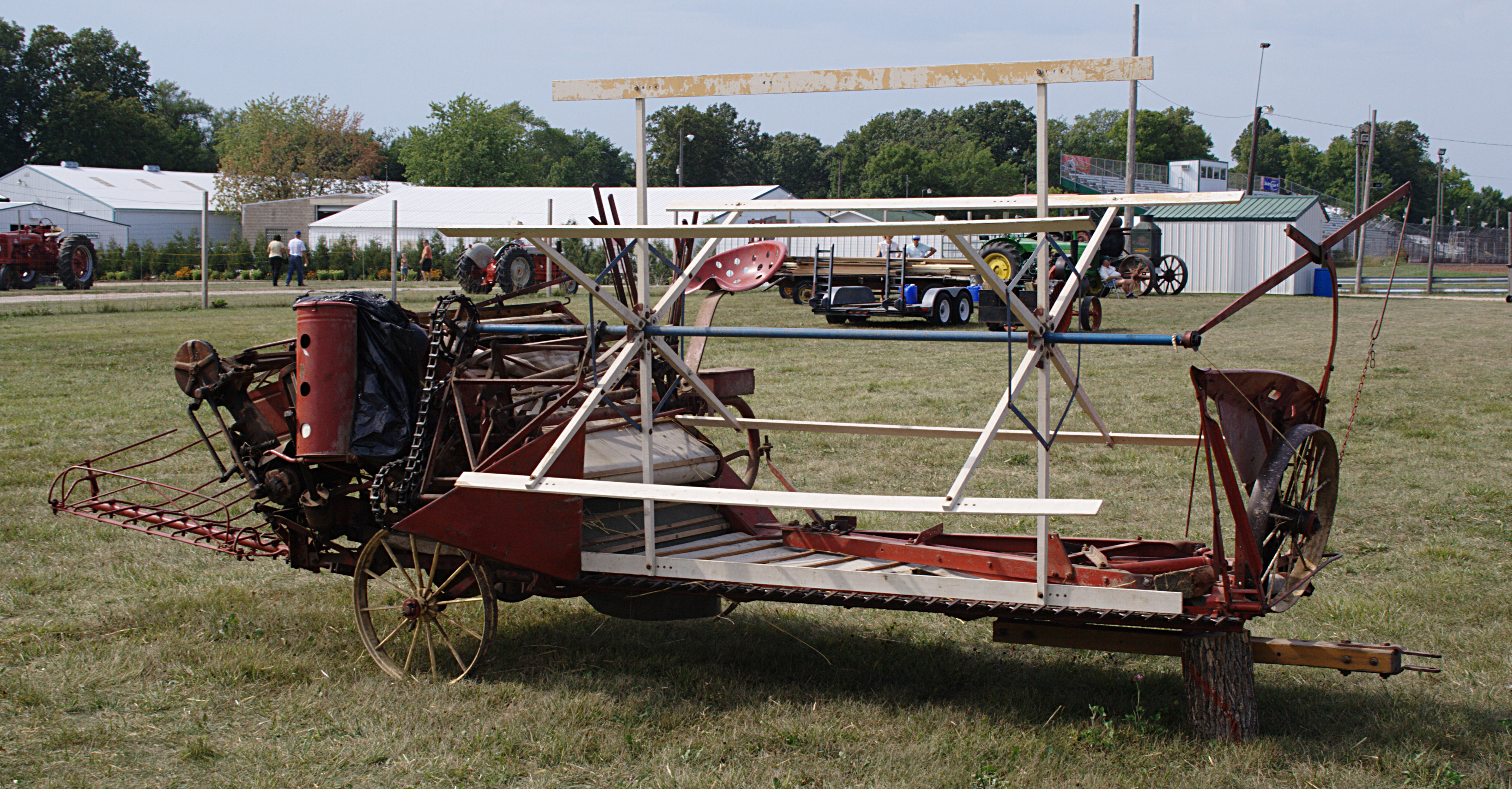
reaper-binder

車両は、大抵は特定の目的の車両に焦点を当てたうえでのことだが、車輪の数で分類されることもあり、二輪車（two-wheeler）、三輪車（trike トライク）、四輪車（）、六輪車（six-wheeler）などに分類される。また、車輪は一応あるものの無限軌道を備えていることが特徴の「無限軌道車」という分類もある。

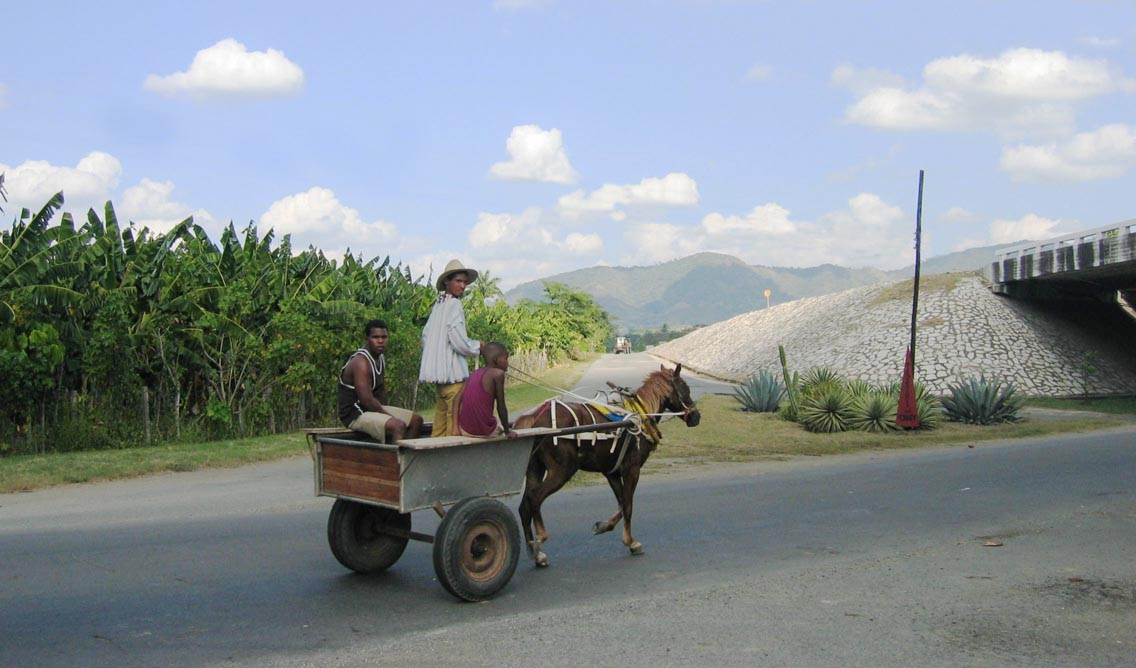
荷車で二輪のもの。
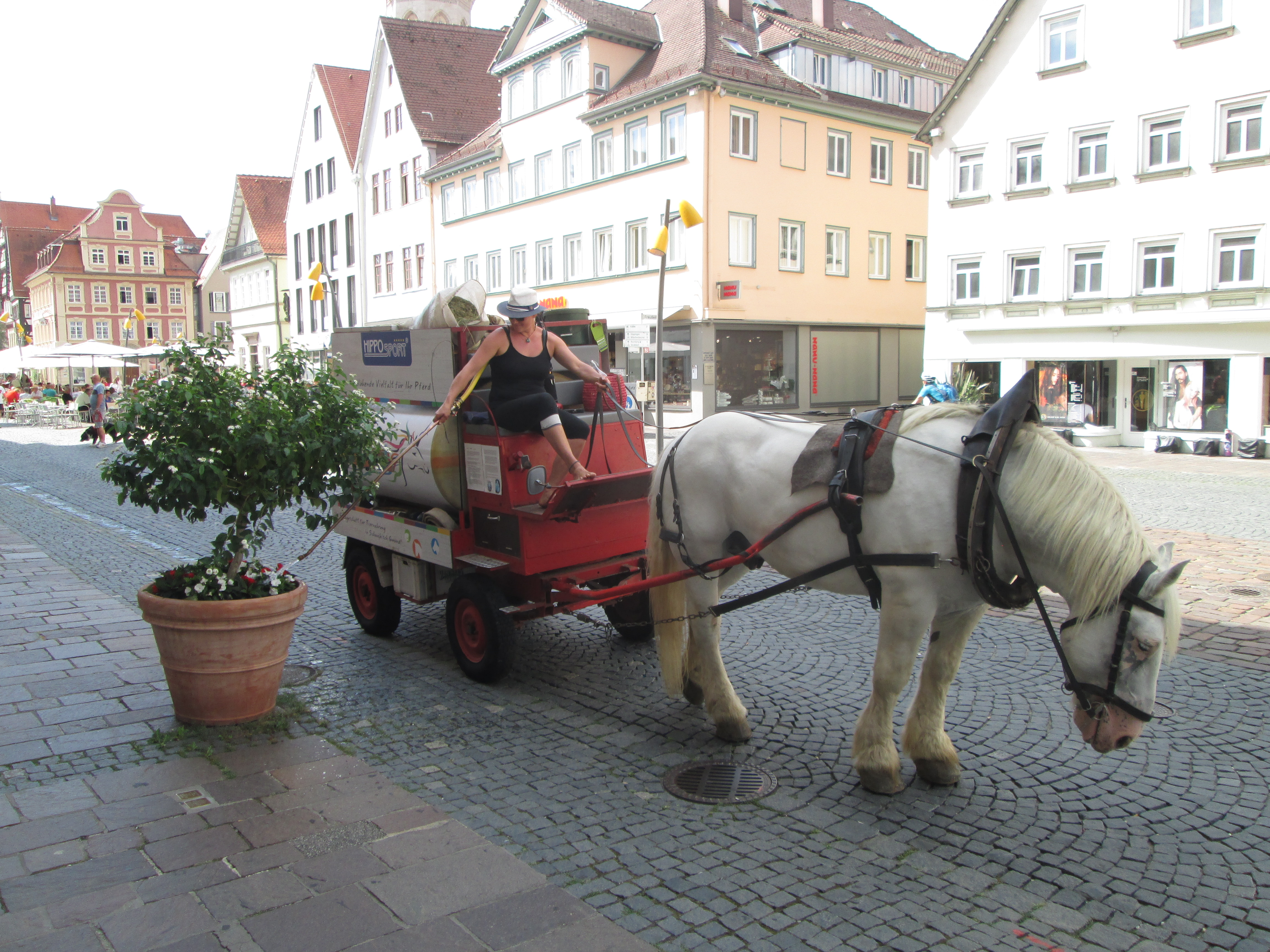
荷車で四輪のもの。
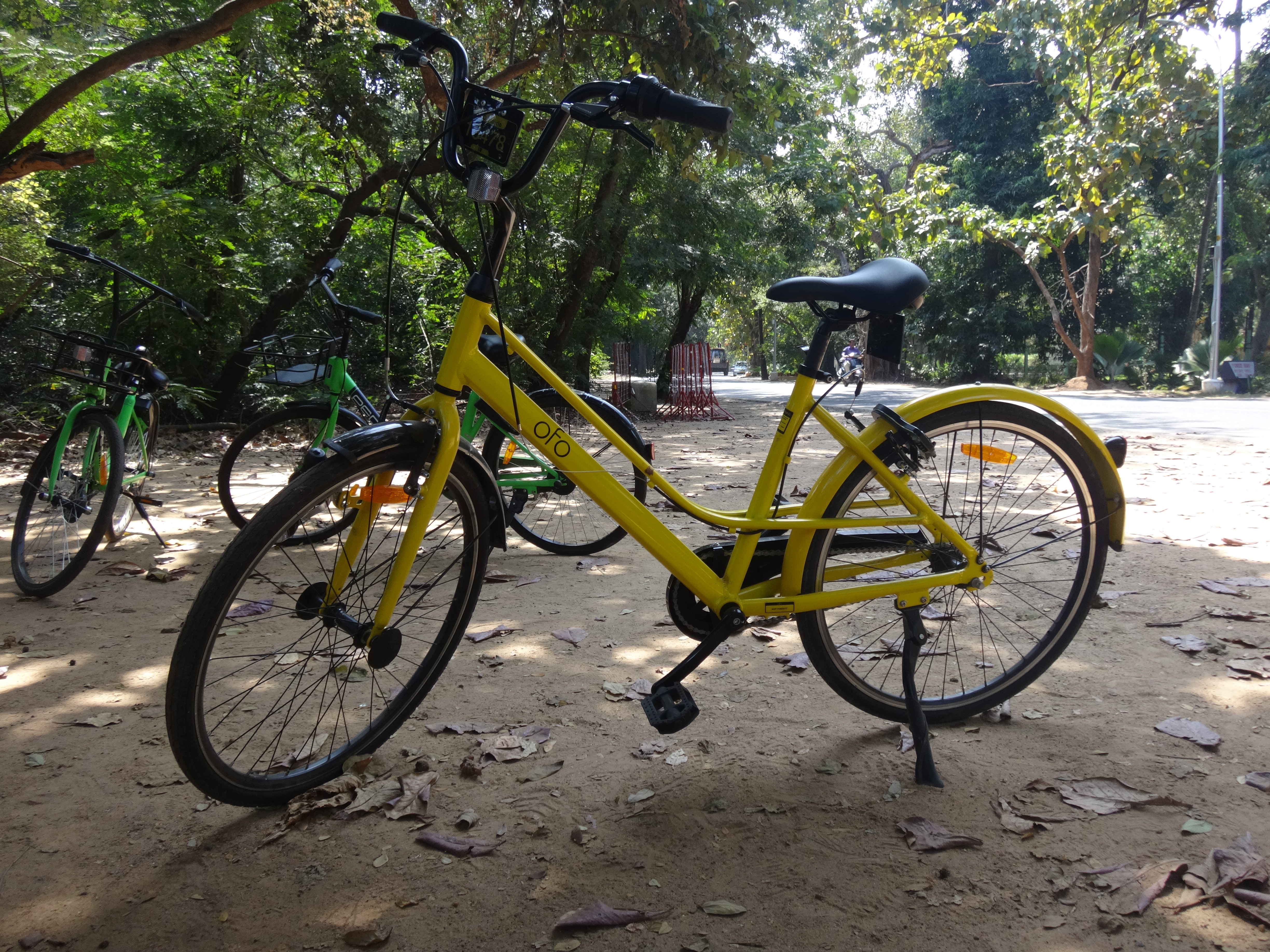
自転車で二輪のもの。
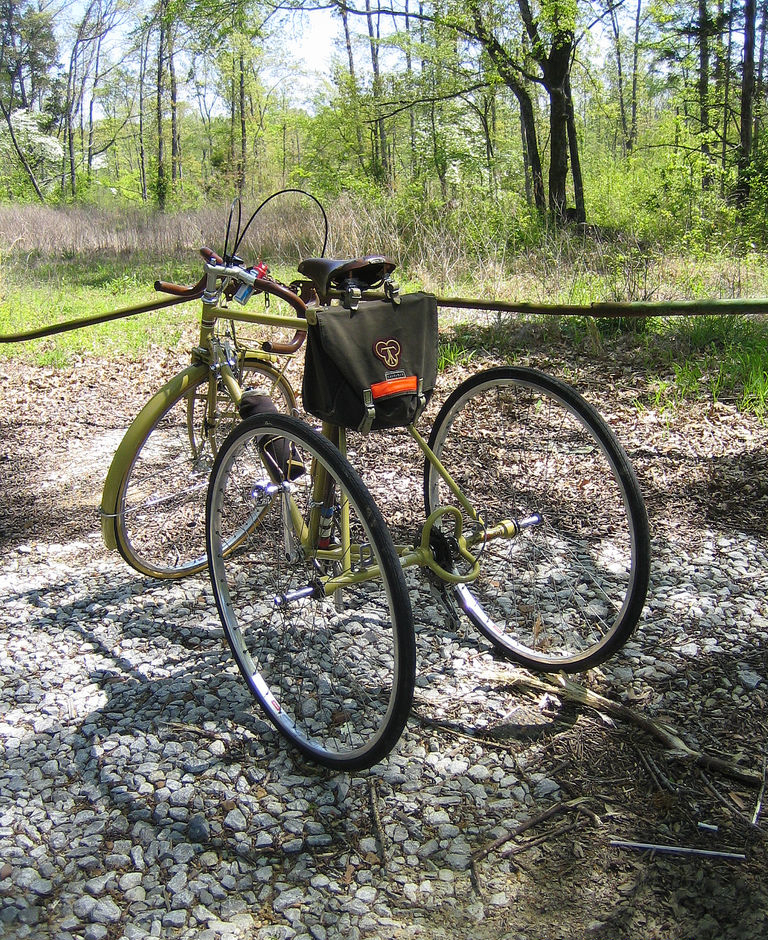
自転車で三輪のもの。
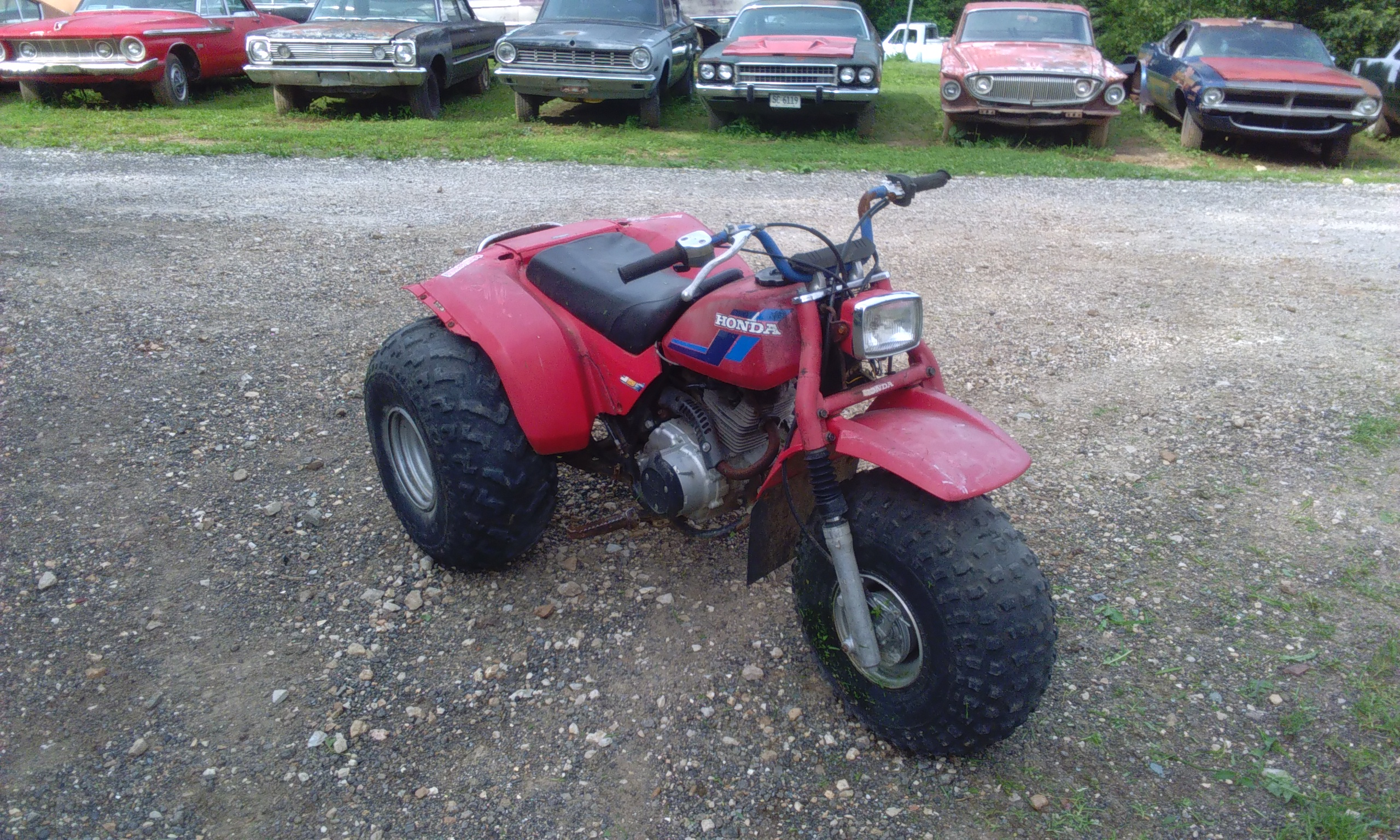
ATVで三輪のもの。
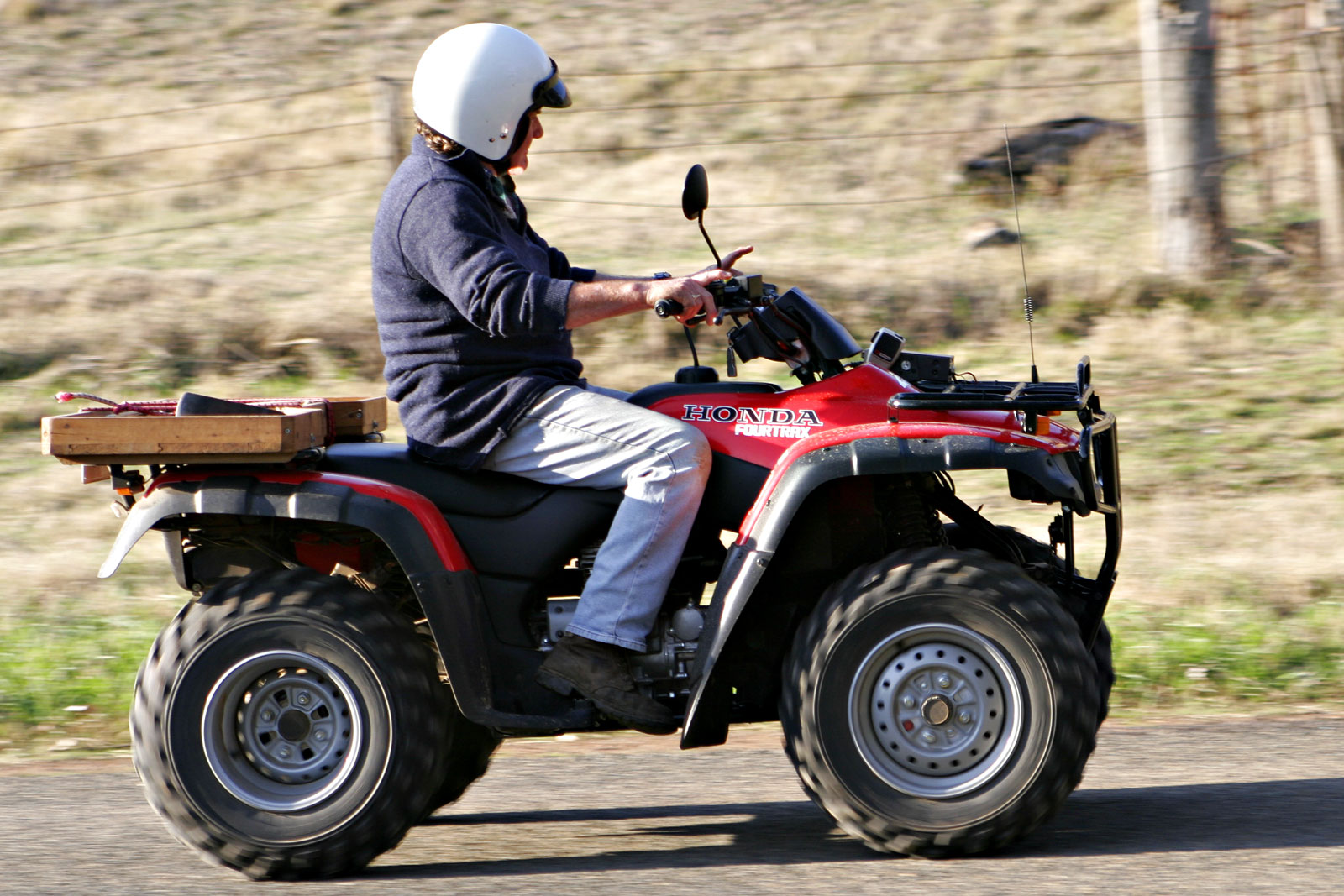
ATVで四輪のもの。
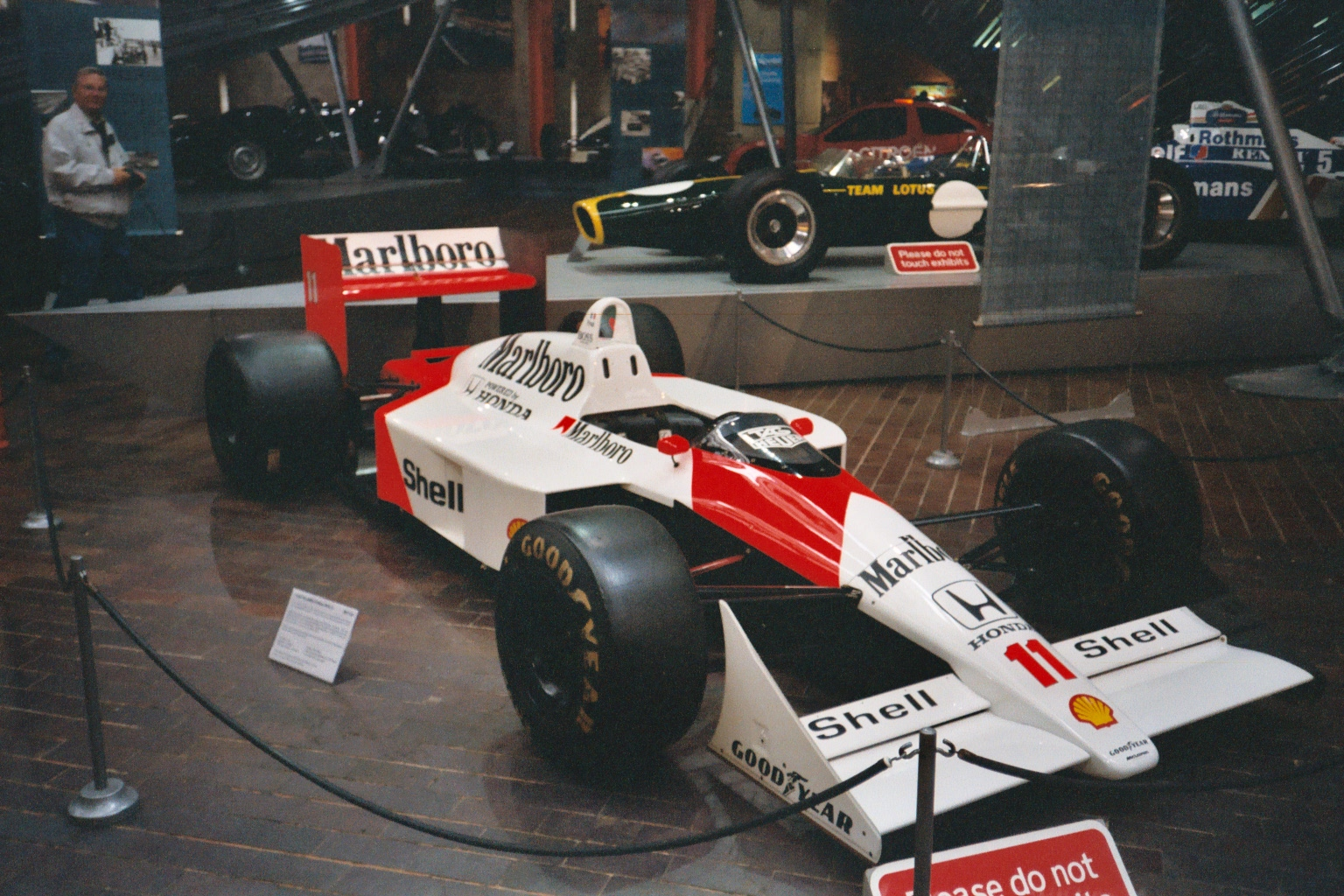
F1のレーシングカー（一般的な四輪のマクラーレン・MP4/4）
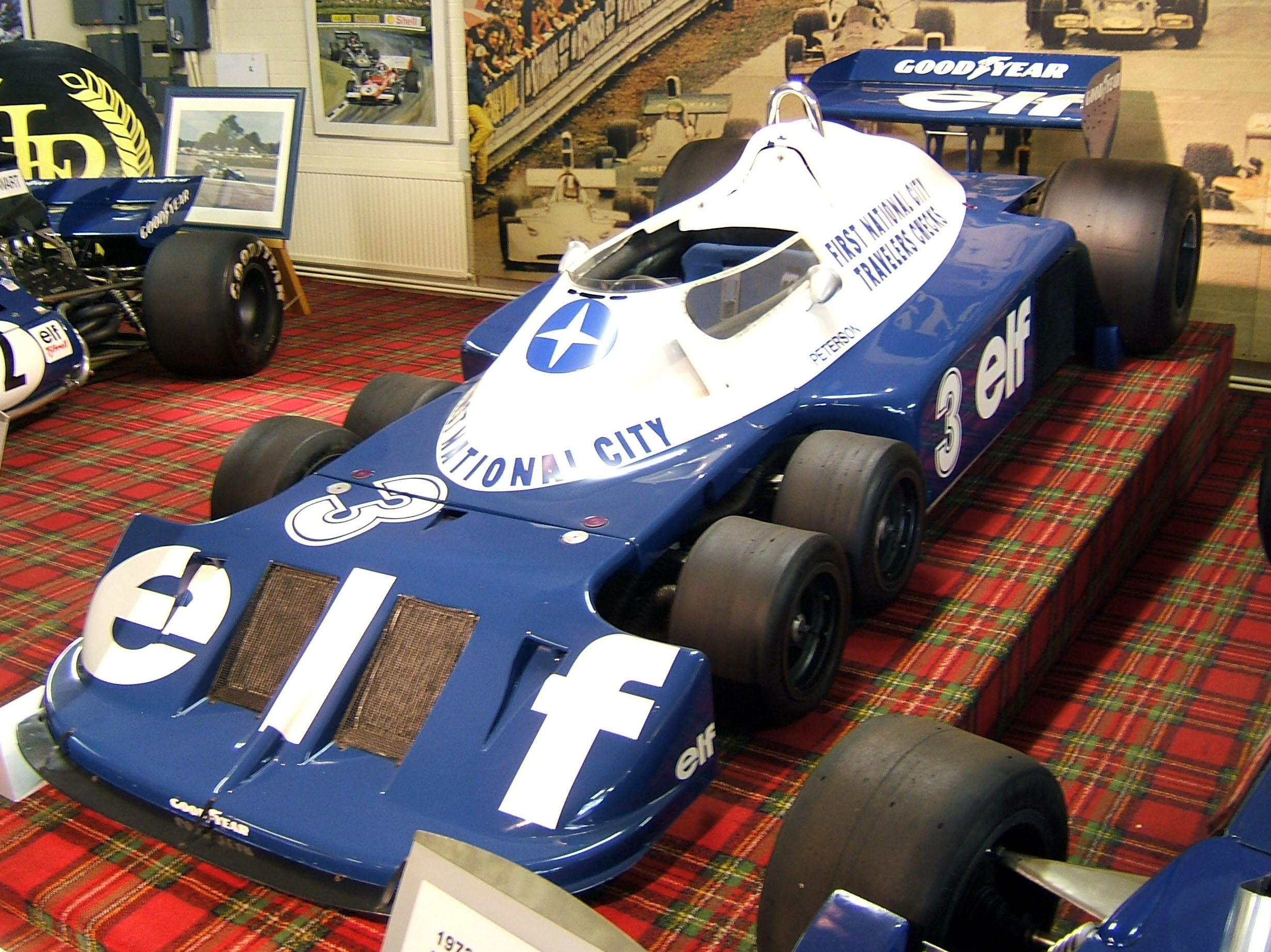
F1のレーシングカーだが、珍しい6輪のタイレルP34